# Festival punk de Mont-de-Marsan
Le festival punk de Mont-de-Marsan est un festival de musique punk rock qui s’est tenu à cinq reprises dans les arènes du Plumaçon à Mont-de-Marsan dans le département français des Landes, entre 1976 et 1986. La première édition fut le tout premier festival punk en Europe, un mois avant celui du 100 Club à Londres, au Royaume-Uni.
Le festival est né de l’initiative de Marc Zermati, directeur du label Skydog Records. Il est accompagné pour l’organisation de  Pierre Thiollay, Larry Debay, et le Montois André-Marc Dubos, assistés d'Alain Lahana, Michel Ponge, Philip Pelegry (1976-1977) et Dominique Rethaller,.

## Histoire

### Première édition (1976)
La première édition du festival se déroula le 21 août 1976, de midi à trois heures du matin, contre l’avis du préfet et du maire de l'époque qui redoutaient des débordements,. Cette première mouture du festival rassembla, selon les sources, entre 600 et 1 500 personnes,. La seule formation réellement punk à s’y produire était The Damned ; les autres artistes programmés étaient surtout des groupes de pub rock ou de rock français. Les groupes anglais firent le trajet en bus, ce qui occasionna quelques frictions.
La programmation comprenait : Eddie and the Hot Rods, Pink Fairies, The Damned, Little Bob Story, Bijou, Kalfon Roc Chaud, Brinsley Schwarz, Tyla Gang, Ducks Deluxe, Kursaal Flyers, Roogalator, The Gorillas, Railroad, Passion Force, Il Barritz. Les Sex Pistols refusèrent d’y participer, ne voulant pas partager l’affiche avec Eddie and the Hot Rods. Ian Curtis, futur chanteur de Joy Division, vint avec sa femme Deborah assister au festival depuis Manchester.

### Seconde édition (1977)
Cette fois, le festival s’étale sur deux jours, les 5 et 6 août 1977, rassemblant 4 000 spectateurs. Plusieurs groupes punks sont présents. 
La programmation du premier jour comprenait Strychnine, Lou's, 1984, Asphalt Jungle, Maniacs, The Police, The Damned, The Boys, The Clash (un 33 tours pirate a d'ailleurs été enregistré à cette occasion), et Rings. Celle du deuxième jour comprenait Brakaman, Lou's, Shakin' Street, Marie et les Garçons, Tyla Gang, Little Bob Story, Bijou, Eddie and the Hot Rods, et Dr. Feelgood (sans Wilko Johnson). The Jam et Electric Callas, qui étaient aussi à l’affiche, ne purent finalement pas jouer. Le festival de 1977 rassembla autour de 4 000 spectateurs,. Il fit l'objet d'un film documentaire par Jean-François Roux nommé Hot Cuts From Mont-de-Marsan. Le lendemain, un concert de Lou Reed, sans aucun lien avec l’organisation du festival, se déroulait dans les mêmes arènes, permettant de prolonger la fête.

### Rééditions
En 1978, les autorités empêchèrent le festival d’avoir lieu et celui-ci fut « délocalisé » à La Rochelle. Il a fallu que les organisateurs attendent l'arrivée du nouveau maire, Philippe Labeyrie, en 1983 pour que renaisse le festival, à Mont-de-Marsan, pour trois ultimes éditions : en 1984, 1985 et 1986. Il était alors plus rock, le punk étant un peu passé de mode. The Pogues et Nina Hagen y participèrent. Toutefois, sans soutien financier de la ville, le festival disparut après la cinquième édition. 
À l’été 2016, un concert d’Eddie and the Hot Rods et Bijou sur la place de la mairie de Mont-de-Marsan commémora les 40 ans du premier festival.